# Vassaraälven

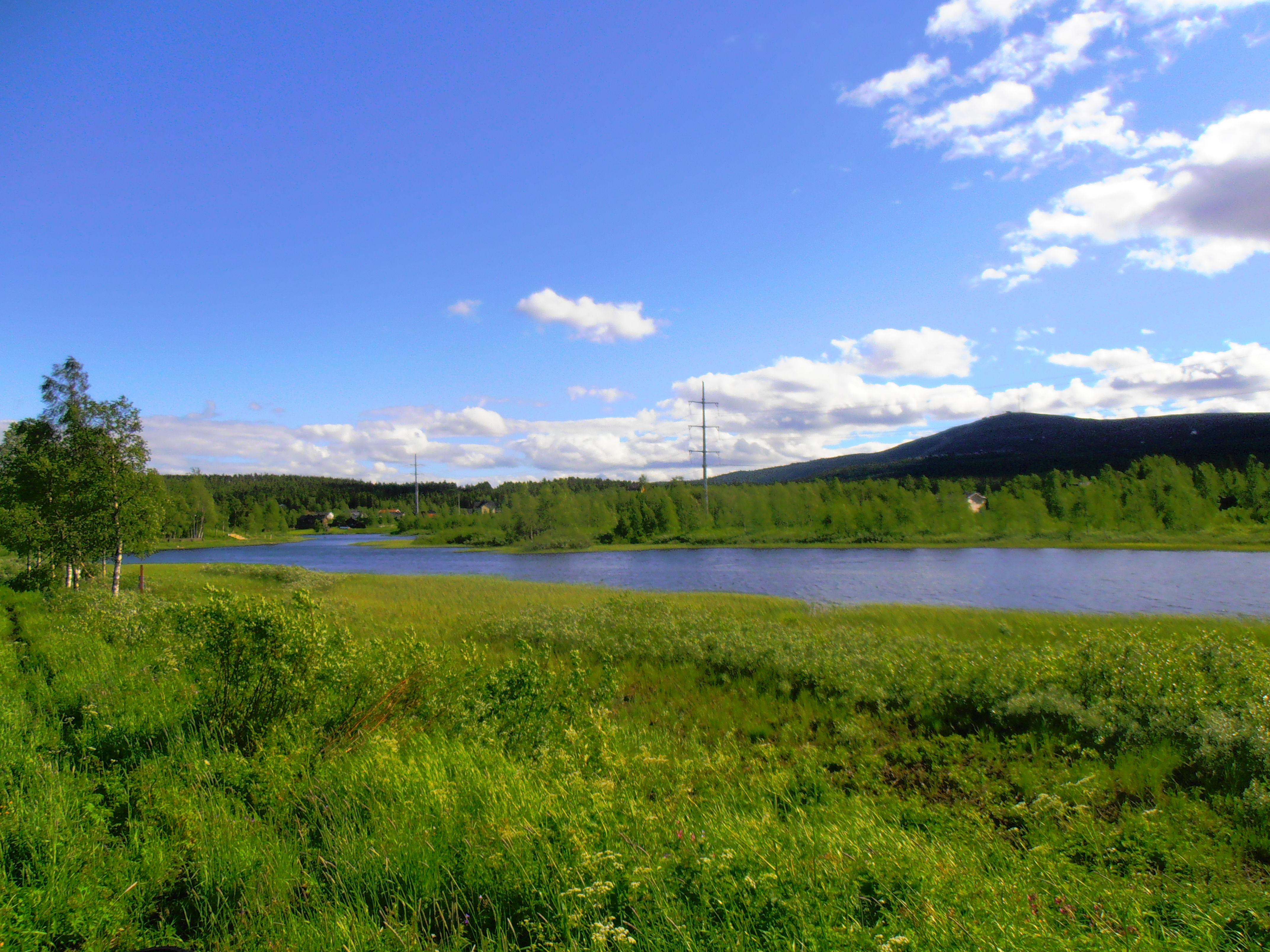
Vassaraälvens flöde genom Gällivare. Till höger skymtar Dundret, foto från juni 2016.

Vassaraälven är ett vattendrag i norra Lappland, Norrbottens län. Älven är Linaälvens största biflöde och rinner upp väster om Gällivare. Vattendragets sammanlagda längd är cirka 50 km och det totala avrinningsområdet cirka 450 km².  
Älven har namnet Toresjåkkå i sitt övre lopp och Vassaraälven efter att ha passerat sjön Vassaraträsket. Utloppet ur sjön går förbi Gällivare järnvägsstation och Gällivare gamla kyrka och vidare genom Gällivare i tätortens södra del. Den del av bebyggelsen som ligger omedelbart sydväst om Vassaraälven kallas Andra sidan. 
Strax före utloppet i Linaälven passerar Vassaraälven E10:an och rastplatsen Stenbron som fått sitt namn efter den gamla älvbron. 